# Elthusa raynaudii
Elthusa raynaudii är en kräftdjursart som först beskrevs av H. Milne Edwards 1840.  Elthusa raynaudii ingår i släktet Elthusa och familjen Cymothoidae. Inga underarter finns listade i Catalogue of Life.